# 가락시장역
가락시장역(可樂市場驛, Garak Market station)은 서울특별시 송파구 가락동에 있는 수도권 전철 3호선, 수도권 전철 8호선의 환승역이다. 8호선의 경우, 이 역과 송파역 사이에 연결 선로가 있으며, 8호선 전동차가 고덕차량사업소에 중정비 목적으로 회송될 때 이 연결선로를 사용한다. 수도권 전철 8호선은 심야에 1편성이 주박한다. 수도권 전철 3호선은 탄천 하저터널로 수서역과 연결된다.

## 연혁
- 1996년 11월 23일 : 서울 지하철 8호선 잠실 ~ 모란 구간 개통과 함께 영업개시
- 2010년 2월 18일 : 수도권 전철 3호선 수서 ~ 오금 구간 개통과 함께 환승역이 됨[1]

## 구조
개통은 서울 지하철 8호선이 앞섰으나, 당초부터 서울 지하철 3호선 연장 개통 및 환승을 대비하여 건설되었다. 서울 지하철 3호선 역은 기존 8호선 역에 증설되는 형태로 건설되어 출입구와 대합실 일부를 공유한다.
개찰구는 두 역 모두 각각 지하 1층에 위치하며, 지하 3층에는 환승통로가 설치되어 있다. 승강장은 8호선이 지하 2층에, 3호선이 지하 4층에 위치한다. 두 노선 모두 2면 2선의 상대식 승강장을 갖춘 지하역으로, 승강장에는 스크린도어가 설치되어 있다. 출구는 9개가 있다.

### 3호선 승강장
| 수서 ↑     |
| \| 상      |
| ↓ 경찰병원 |

| 상행 | ● 수도권 전철 3호선 | 수서 · 도곡 · 충무로 · 구파발 · 대화 방면 |
| 하행 | ● 수도권 전철 3호선 | 경찰병원 · 오금 방면                      |

### 8호선 승강장
| 송파 ↑ |
| \| 상  |
| ↓ 문정 |

| 상행 | ● 수도권 전철 8호선 | 석촌 · 잠실 · 구리 · 별내 방면       |
| 하행 | ● 수도권 전철 8호선 | 장지 · 복정 · 단대오거리 · 모란 방면 |

## 역 주변
| 나가는 곳 | 방면                                                           |
| --------- | -------------------------------------------------------------- |
| 1         | 가락시장                                                       |
| 2         | 가락시장 가락119안전센터                                       |
| 2-1       | 가락시장                                                       |
| 3         | 비석거리공원 우리은행 가락금호아파트                           |
| 4         | 가락본동주민센터 국립경찰병원                                  |
| 5         | 건너말공원 가원중학교                                          |
| 6         | 가원중학교 한신아파트 건너말공원                               |
| 7         | 롯데마트 송파점 올림픽훼미리타운1단지아파트                    |
| 8         | 우리은행 롯데마트 송파점 훼밀리근린공원 올림픽훼밀리타운아파트 |

## 이용객 변동
3호선의 2010년 자료는 개통일인 2010년 2월 18일부터 12월 31일까지의 이용객을 집계한 것이다.
| 노선  | 노선   | 일평균 인원수 (명/일) | 일평균 인원수 (명/일) | 일평균 인원수 (명/일) | 일평균 인원수 (명/일) | 일평균 인원수 (명/일) | 일평균 인원수 (명/일) | 일평균 인원수 (명/일) | 일평균 인원수 (명/일) | 일평균 인원수 (명/일) | 일평균 인원수 (명/일) | 각주  |
| 노선  | 노선   | 2000년                | 2001년                | 2002년                | 2003년                | 2004년                | 2005년                | 2006년                | 2007년                | 2008년                | 2009년                | 각주  |
| ----- | ------ | --------------------- | --------------------- | --------------------- | --------------------- | --------------------- | --------------------- | --------------------- | --------------------- | --------------------- | --------------------- | ----- |
| 3호선 | 승차   | 미개통                | 미개통                | 미개통                | 미개통                | 미개통                | 미개통                | 미개통                | 미개통                | 미개통                | 미개통                | [ 2 ] |
| 3호선 | 하차   | 미개통                | 미개통                | 미개통                | 미개통                | 미개통                | 미개통                | 미개통                | 미개통                | 미개통                | 미개통                | [ 2 ] |
| 3호선 | 승하차 | 미개통                | 미개통                | 미개통                | 미개통                | 미개통                | 미개통                | 미개통                | 미개통                | 미개통                | 미개통                | [ 2 ] |
| 8호선 | 승차   | 10,151                | 11,653                | 12,062                | 12,204                | 12,351                | 11,923                | 11,504                | 11,036                | 11,096                | 10,892                | [ 3 ] |
| 8호선 | 하차   | 11,393                | 12,950                | 13,442                | 13,504                | 13,284                | 12,836                | 12,405                | 12,003                | 12,031                | 11,974                | [ 3 ] |
| 8호선 | 승하차 | 21,543                | 24,603                | 25,504                | 25,708                | 25,635                | 24,759                | 23,909                | 23,038                | 23,127                | 22,866                | [ 3 ] |
| 노선  | 노선   | 2010년                | 2011년                | 2012년                | 2013년                | 2014년                | 2015년                | 2016년                | 2017년                | 2018년                |                       |       |
| 3호선 | 승차   | 6,217                 | 8,075                 | 8,493                 | 8,816                 | 9,104                 | 8,914                 | 9,311                 | 10,019                | 10,325                |                       |       |
| 3호선 | 하차   | 5,558                 | 7,346                 | 7,709                 | 8,070                 | 8,359                 | 8,207                 | 8,811                 | 9,739                 | 10,016                |                       |       |
| 3호선 | 승하차 | 11,775                | 15,421                | 16,202                | 16,886                | 17,463                | 17,122                | 18,122                | 19,758                | 20,341                |                       |       |
| 8호선 | 승차   | 8,006                 | 7,005                 | 6,784                 | 6,733                 | 6,777                 | 6,758                 | 7,003                 | 7,257                 | 7,396                 |                       |       |
| 8호선 | 하차   | 9,089                 | 8,002                 | 7,732                 | 7,603                 | 7,728                 | 7,509                 | 8,038                 | 8,530                 | 8,610                 |                       |       |
| 8호선 | 승하차 | 17,095                | 15,007                | 14,517                | 14,336                | 14,505                | 14,267                | 15,041                | 15,787                | 16,006                |                       |       |

## 사진

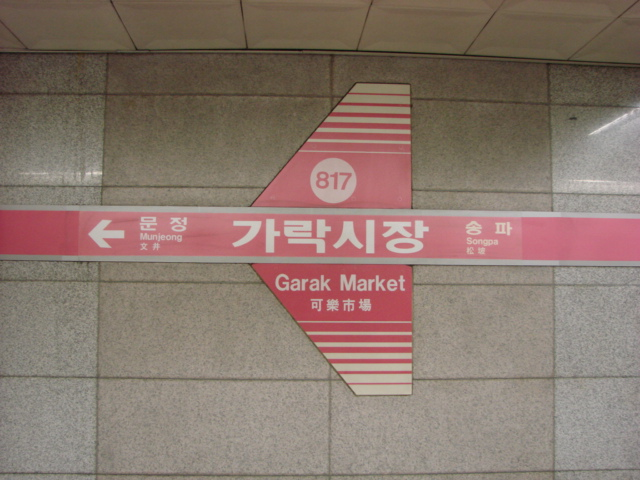
8호선 역명판
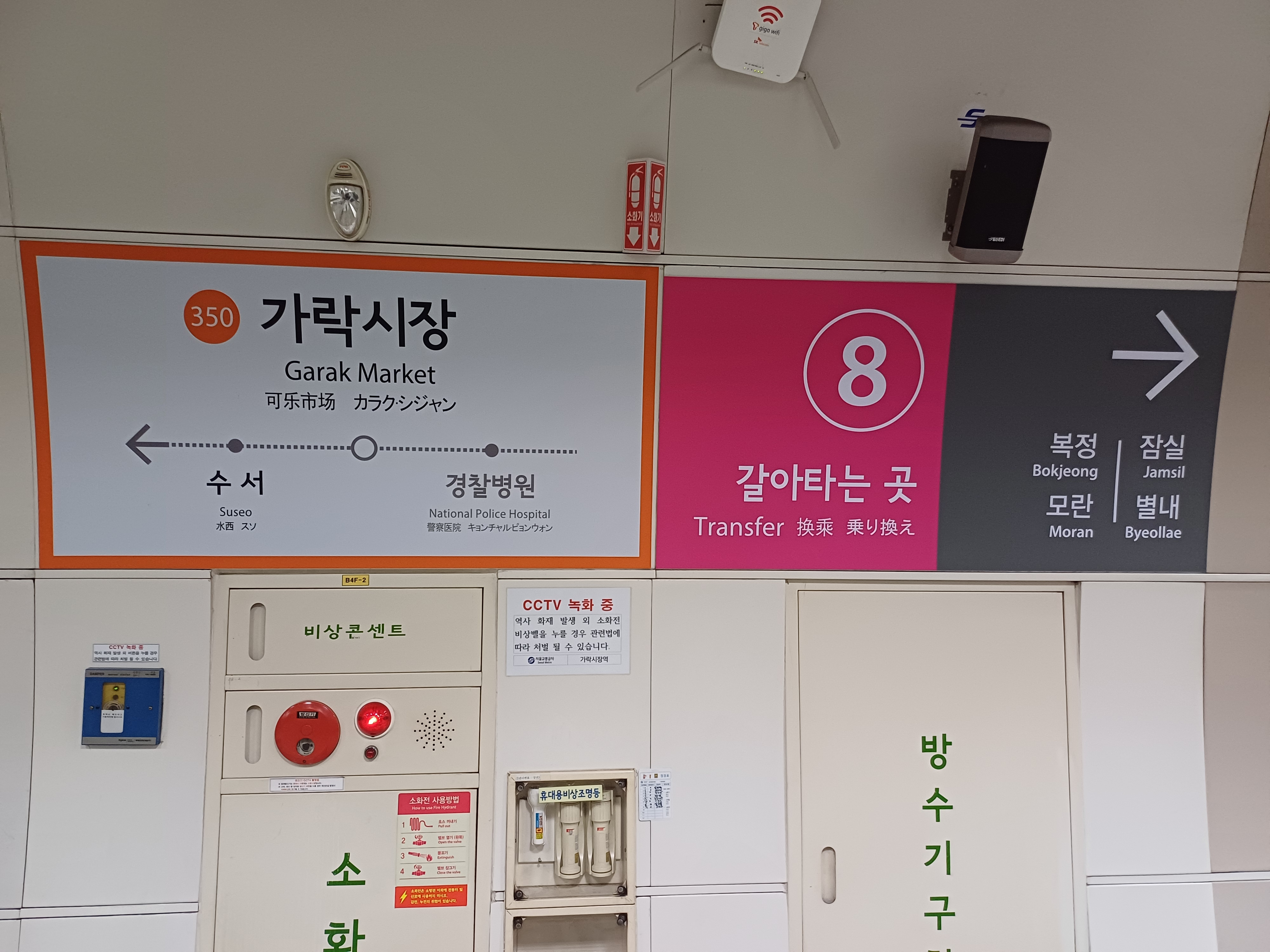
3호선 역명판

## 인접한 역
| 서울 지하철 3호선  | 서울 지하철 3호선   | 서울 지하철 3호선      |
| ------------------ | ------------------- | ---------------------- |
| 349 수서 대화 방면 | ● 수도권 전철 3호선 | 351 경찰병원 오금 방면 |
| 서울 지하철 8호선  |                     |                        |
| 816 송파 별내 방면 | ● 수도권 전철 8호선 | 818 문정 모란 방면     |